# Croupier (film, 1998)
Pour l’article homonyme, voir Croupier.
Pour plus de détails, voir Fiche technique et Distribution.
Croupier, ou Le Croupier au Québec, est un film britannique réalisé par Mike Hodges sorti en 1998, sur l'univers des casinos.

## Synopsis
Un écrivain sans inspiration interprété par l'acteur britannique Clive Owen accepte un poste de croupier dans un casino. Cette nouvelle activité envahit sa vie, ce qui déplait à sa petite amie. Il fait la connaissance d'une joueuse qui perd de plus en plus et qui se retrouve criblée de dettes au point de lui demander de l'aider à faire un hold-up.

## Fiche technique
- Réalisation : Mike Hodges
- Scénario : Paul Mayersberg
- Genre : Néo-noir[2] et drame
- Musique : Simon Fisher-Turner
- Dates de sortie : 
  - France : 6 novembre 1998
  - Royaume-Uni : 18 juin 1999
  - Allemagne : 3 juin 1999 (Der Croupier)
  - États-Unis : 21 avril 2000

## Distribution
- Clive Owen (VF : Éric Legrand ; VQ : François Godin) : Jack Manfred
- Kate Hardie (en) (VQ : Élisabeth Lenormand) : Bella
- Alex Kingston (VQ : Valérie Gagné) : Jani de Villiers
- Gina McKee (VQ : Isabelle Leyrolles) : Marion Nell
- Nicholas Ball (en) (VQ : Jean-Marie Moncelet) : Jack Sr.
- Alexander Morton (en) (VQ : Marc Bellier) : David Reynolds
- Nick Reding (en) (VQ : Jacques Lavallée) : Giles Cremorne
- Paul Reynolds (en) : Matt
- Barnaby Kay (en) : le dealer dans la voiture

 Source et légende : version française (VF) sur RS Doublage et version québécoise (VQ) sur Doublage Québec.
- Rhona Mitra : La fille avec le joint

## Avis et critiques
D'après le magazine Les Inrocks, le film est une « métaphore méchante et fascinante de la société ».

## Distinction
- Le scénariste Paul Mayersberg a été nommé lors des prix Edgar-Allan-Poe en 2001